# Melophorus bruneus
Melophorus bruneus är en myrart som beskrevs av Mcareavey 1949. Melophorus bruneus ingår i släktet Melophorus och familjen myror. Inga underarter finns listade i Catalogue of Life.